# Mosso
Mosso är en frazione i kommunen Valdilana i provinsen Biella i regionen Piemonte i Italien. 
Mosso upphörde som kommun den 1 januari 2019 och bildade med de tidigare kommunerna Soprana, Trivero och Valle Mosso den nya kommunen Valdilana. Den tidigare kommunen hade 1 447 invånare (2018) och huvudorten var Mosso Santa Maria